# Reptilia (canção)
"Reptilia" é uma canção da banda The Strokes, e é o segundo single do seu segundo álbum, "Room on Fire". O lado B do single contém a música "Modern Girls & Old Fashion Men", onde Julian Casablancas faz um dueto com Regina Spektor.
É uma melodia rápida com um longo solo de guitarra.
Em outubro de 2011, o site NME.com colocou a música na 129º posição na lista das "150 Melhores Faixas de nos últimos 15 anos".

## Videoclipe
O videoclipe foi dirigido por Jake Scott. O vídeo apresenta closes dos membros da banda, nos rostos, nas mãos e instrumentos musicais enquanto tocam a música. No final do vídeo, Julian sopra um anel de fumaça para a lente da câmera.

## Faixas
1. "Reptilia" - 3:35
2. "Modern Girls & Old Fashion Men" ft. Regina Spektor - 3:40